# Lean government

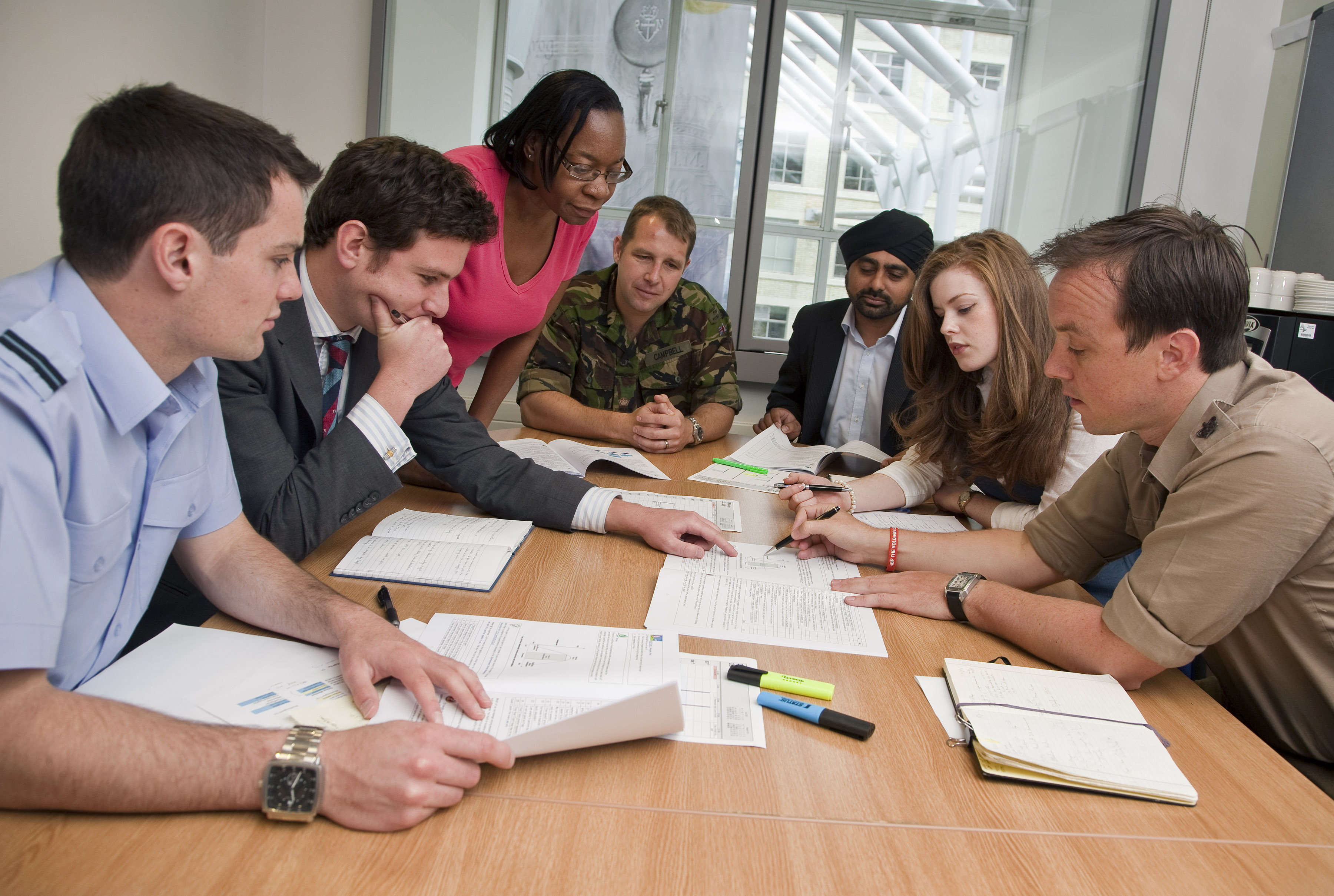
Lean government może być wdrożony w większości organizacji sektora publicznego

Lean government – zastosowanie koncepcji lean management (szczupłego zarządzania) w sektorze publicznym.

## Opis
Lean government jest jednym z podejść zaliczanych do tzw. nowego zarządzania publicznego (New Public Management), którego celem jest poprawa efektywności działania sektora publicznego dzięki wdrażaniu rozwiązań stosowanych w sektorze prywatnym.
W lean government  stosowane są te zasady i narzędzia szczupłego zarządzania, które można wykorzystać  w środowisku nieprodukcyjnym, z uwzględnieniem warunków specyfiki funkcjonowania administracji publicznej. Są to m.in. określanie wartości dla klienta, tworzenie ciągłego przepływu, eliminowanie ośmiu rodzajów marnotrawstwa, mapowanie strumieni wartości, Six Sigma, kaizen, KPI i zarządzanie wynikami, zarządzanie wizualne i 5S, standaryzacja i praca standaryzowana, tworzenie interdyscyplinarnych zespołów, a także szerokie angażowanie pracowników i interesariuszy w działania ciągłego doskonalenia.
W celu obniżenia kosztów, zwiększenia przejrzystości działania i rozszerzenia współpracy z otoczeniem to podejście wykorzystuje także nowoczesne technologie informatyczne, Internet i media społecznościowe (e-government).
Wdrożenie koncepcji lean w instytucjach sektora publicznego pozwala na świadczenie wyższej jakości usług po niższym koszcie. Pozwala ona m.in. podnieść wydajność pracy, ograniczyć biurokrację i marnotrawstwo, zmniejszyć liczbę popełnianych błędów, zwiększyć elastyczność działania, skrócić czas wytworzenia i dostarczenia usług, zwiększyć zarówno satysfakcję klientów (obywateli i przedsiębiorców), jak i samych pracowników administracji publicznej, a także bardziej racjonalne wykorzystywać zasoby.

### Obszary zastosowania
Lean government może być wdrożony w większości organizacji sektora publicznego. Do najczęstszych obszarów jego wykorzystania należą:
- administracja rządowa[10]
- samorząd terytorialny[11]
- siły zbrojne[12]
- ochrona zdrowia[13][14]
- szkolnictwo wyższe[15]

Lean government powinien być stosowany w celu uzyskania lepszych, wyższej jakości i szybszych efektów z takich samych nakładów, a nie jako narzędzie restrukturyzacji lub redukcji personelu.

## Bariery
Wdrożenie i utrzymanie szczupłego zarządzania w sektorze publicznym jest trudniejsze niż w sektorze prywatnym. Do najważniejszych barier i problemów napotykanych we wdrożeniu lean government należą:
- niewystarczający poziom wiedzy dotyczącej lean oraz umiejętności przywódczych, menedżerskich u polityków i osób zajmujących kierownicze stanowiska w sektorze publicznym[2]
- kadencyjność i częste zmiany personalne, czego wynikiem jest brak zachowania ciągłości prowadzonych działań doskonalących[2]
- brak umiejętności przyjęcia kluczowej w lean management perspektywy klienta (obywatela, przedsiębiorcy) w definiowaniu wartości, co związane jest m.in. z brakiem konkurencji w świadczeniu usług publicznych[16]
- niesprzyjająca lean kultura organizacyjna (biurokracja, niechęć do wprowadzania zmian, brak nacisku na jakość i osiągane wyniki, brak poczucia własności procesów)[2][18]
- koncentrowanie się na wdrażaniu narzędzi szczupłego zarządzania bez zrozumienia zasad tej koncepcji[19]